# EC Viana
Der Esporte Clube Viana ist ein Fußballverein aus Viana im brasilianischen Bundesstaat Maranhão. Er wurde am 15. Juli 1995 gegründet.

## Herren Fußball
Spätesten ab 1998 nahm Viana an der Austragung der Staatsmeisterschaft von Maranhão teil. Man debütierte am 12. April zuhause gegen Sociedade Imperatriz de Desportos. Der Einstand war mit einer 1:2-Niederlage nicht erfolgreich. Die Leistungen verbesserten sich in der Folge und der Klub erreichte die Finalrunde der besten Vier. Das Finale erreichte man nicht, hatte aber die Qualifikation für die Série C, die dritte nationale Liga, sicher. In der Série C 1998 trat Viana in der Gruppe 2 mit fünf weiteren Wettbewerbern an. Die besten drei der Gruppe zogen in die zweite Runde ein. Zum ersten Spiel empfing man die AA Corisabbá, welche mit 5:0 besiegt werden konnte. Mit fünf Siegen und zwei Unentschieden bei 16:9 Toren, belegte Viana den zweiten Platz. In der zweiten Runde musste die Mannschaft sich dem CA Potiguar stellen. Nachdem beide Treffen 1:1 endeten musste die Entscheidung im Elfmeterschießen gefunden werden. Dieses konnte Potiguar mit 5:4 für sich entscheiden. Im Gesamtklassement der 66 Teilnehmer belegte Viana den 26. Platz. Im Jahr 2003 nahm der Klubs nochmals an der Série C teil. Die Systematik war eine andere, Viana kam bis in die dritte Runde und erreichte den 18. von 93 Plätzen.
2009 war Viana Teil eines Skandals in der Staatsmeisterschaft. Der Klub trat in dem Jahr in der Segunda Divisão, deren zweiten Liga, an. Man hatte die zweite Runde erreicht und empfing am letzten Spieltag am 15. Oktober den Chapadinha FC. Viana gewann mit 11:0, wobei die neun Tore in den letzten neun Minuten des Spiels fielen. Ziel der Spielmanipulation war es die Rückkehr des Moto Club de São Luís in die oberste Spielklasse der Staatsmeisterschaft zu verhindern. Anfang Dezember entschied das Sportgericht alle Partien der Staatsmeisterschaft von Chapadinha sowie auch von Moto Club, wegen anderer Verstöße, zu anullieren.
Nachdem Viana in den Jahren zuvor nur noch unregelmäßig am Spielbetrieb der Staatsmeisterschaft teilgenommen hatte, ging der Klub zur Saison 2024 eine Kooperation mit dem in Codó neu gegründeten Real Codó EC ein. Ziel war es, den Profifußball in Codó zu etablieren. Mit Unterstützung von Viana und deren Registrierung bei der Federação Maranhense de Futebol, dem regionalen Fußballverband, trat Real in der Segunda Divisão 2024 an. Der Klub schloss diese als ungeschlagener Meister ab und stieg in die oberste Spielklasse der Staatsmeisterschaft auf. Im Dezember des Jahres erklärte Viana dann die Beendigung der Zusammenarbeit. Den von Real eroberten Platz wollte man selbst nutzen.

### Herren Teilnahme an Fußballwettbewerben
| Wettbewerb                          | Teilnahmen                        |
| ----------------------------------- | --------------------------------- |
| Série C                             | 01× – 1998, 2003                  |
| Staatsmeisterschaft                 | 10× – 1998–2004, 2010, 2012, 2025 |
| Staatsmeisterschaft Segunda Divisão | 05× – 2009, 2011, 2019–2021       |

## Frauen Fußball
Für Viana trat mindestens ab 2010 eine Damenauswahl an. In dem Jahr gewann diese die Staatsmeisterschaft, wie in der Folge noch häufiger. Als Staatsmeister qualifizierte zur Teilnahme am Copa do Brasil, dem nationalen Pokalwettbewerb. Beim Copa do Brasil de Futebol Feminino 2011 debütierte man im August gegen den Oratório RC. Beide Partien gewann Viana mit 2:0 und 4:1. Der Mannschaft gelang es sich bis ins Halbfinale zu arbeiten, wo man auf den Foz Cataratas FC traf. Beide Treffen endeten 0:0, so dass die Entscheidung über den Finaleinzug im Elfmeterschießen gefunden werden musste. Hier konnte sich der Gegner mit 7:6 durchsetzen.
2013 folgte die erste Teilnahme an der Série A1 der nationalen Liga. In der Campeonato Brasileiro de Futebol Feminino 2013 trat man in der Gruppe 4 mit vier Wettbewerbern an. Die besten zwei einer Gruppe zogen in die zweite Runde ein. Der Klub verlor alle vier Spielte und schied als Tabellenletzter aus. Auch bei den weiteren drei Teilnahmen kam Viana nicht über die Gruppenphase nicht hinaus.
Nachdem die Staatsmeisterschaft 2020 aufgrund der COVID-19-Pandemie erst im April 2021 ausgetragen wurde, sagte der FMF die Austragung der Meisterschaft von 2021 ab. In der Folge wurde die Mannschaft von Viana aufgelöst.

### Frauen Teilnahme an Fußballwettbewerben
| Wettbewerb          | Teilnahmen                   |
| ------------------- | ---------------------------- |
| Série A1            | 04× – 2013, 2014, 2015, 2016 |
| Série A2            | 01× – 2017                   |
| Copa do Brasil      | 04× – 2011, 2012, 2014, 2015 |
| Staatsmeisterschaft | 11× – 2010–2016, 2018–2021   |

### Frauen Erfolge
- Staatsmeisterschaft von Maranhão: 2010, 2011, 2012, 2013, 2014, 2016
- Staatsmeisterschaft von Maranhão – Vizemeister: 2015, 2018, 2020